# Bistum Sinop

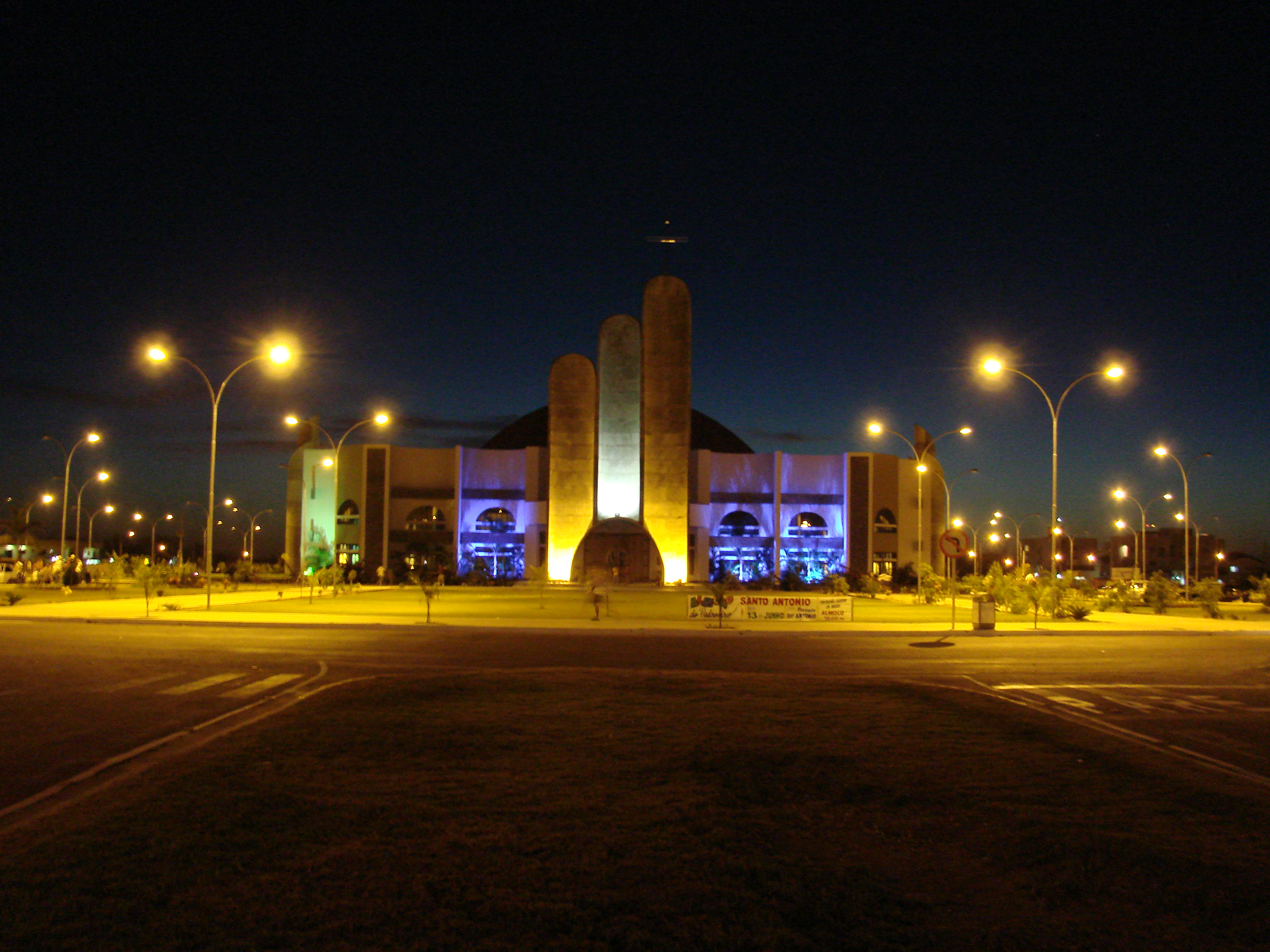
Kathedrale von Sinop

Das Bistum Sinop (lat.: Dioecesis Sinopensis) ist eine in Brasilien gelegene römisch-katholische Diözese mit Sitz in Sinop im Bundesstaat Mato Grosso.

## Geschichte
Das Bistum Sinop wurde am 6. Februar 1982 durch Papst Johannes Paul II. mit der Apostolischen Konstitution Quo aptius aus Gebietsabtretungen des Erzbistums Diamantina errichtet und dem Erzbistum Cuiabá als Suffraganbistum unterstellt. Am 23. Dezember 1997 gab das Bistum Sinop Teile seines Territoriums zur Gründung der mit der Apostolischen Konstitution Ecclesia sancta errichteten Territorialprälatur Paranatinga ab.

## Bischöfe von Sinop
- Henrique Froehlich SJ, 1982–1995
- Gentil Delázari, 1995–2016
- Canísio Klaus, seit 2016